# Liste der Bodendenkmäler in Markt Indersdorf
Auf dieser Seite sind die Bodendenkmäler in dem oberbayerischen Markt Markt Indersdorf zusammengestellt. Diese Tabelle ist eine Teilliste der Liste der Bodendenkmäler in Bayern. Grundlage ist die Bayerische Denkmalliste, die auf Basis des Bayerischen Denkmalschutzgesetzes vom 1. Oktober 1973 erstmals erstellt wurde und seither durch das Bayerische Landesamt für Denkmalpflege geführt wird. Die folgenden Angaben ersetzen nicht die rechtsverbindliche Auskunft der Denkmalschutzbehörde.

## Bodendenkmäler in Markt Indersdorf

### Bodendenkmäler in der Gemarkung Ainhofen
| Lage                | Objekt | Akten-Nr.     | Bild |
| ------------------- | --- | ------------- | ---- |
| Ainhofen (Standort) | Ringwall des frühen Mittelalters (Herrenberg). | D-1-7534-0001 |      |
| Ainhofen (Standort) | Untertägige mittelalterliche und frühneuzeitliche Befunde und Funde im Bereich der Katholischen Filial- und Wallfahrtskirche Mariä Heimsuchung in Ainhofen und ihrer Vorgängerbauten. | D-1-7534-0150 |      |
| Ainhofen (Standort) | Untertägige spätmittelalterliche und frühneuzeitliche Befunde und Funde im Bereich der Katholischen Filialkirche St. Katharina und Anna in Eglersried und ihres Vorgängerbaus.        | D-1-7534-0152 |      |
| Ainhofen (Standort) | Untertägige mittelalterliche und frühneuzeitliche Befunde und Funde im Bereich der Katholischen Filialkirche St. Andreas in Gundackersdorf und ihrer Vorgängerbauten.                 | D-1-7634-0096 |      |

### Bodendenkmäler in der Gemarkung Eichhofen
| Lage                 | Objekt | Akten-Nr.     | Bild |
| -------------------- | --- | ------------- | ---- |
| Eichhofen (Standort) | Viereckschanze der späten Latènezeit. | D-1-7633-0019 |      |
| Eichhofen (Standort) | Siedlung und Körpergräber vor- und frühgeschichtlicher Zeitstellung.                                                                                         | D-1-7633-0097 |      |
| Eichhofen (Standort) | Untertägige mittelalterliche und frühneuzeitliche Befunde und Funde im Bereich der Katholischen Filialkirche St. Vitus in Arnzell und ihrer Vorgängerbauten. | D-1-7633-0167 |      |

### Bodendenkmäler in der Gemarkung Frauenhofen
| Lage                   | Objekt | Akten-Nr.     | Bild |
| ---------------------- | --- | ------------- | ---- |
| Frauenhofen (Standort) | Grabhügel vorgeschichtlicher Zeitstellung. | D-1-7634-0008 |      |
| Frauenhofen (Standort) | Siedlung der Bronzezeit, Burgstall des hohen und späten Mittelalters (Schlossberg) sowie Körpergräber vor- und frühgeschichtlicher Zeitstellung.  | D-1-7634-0009 |      |
| Frauenhofen (Standort) | Untertägige spätmittelalterliche und frühneuzeitliche Befunde im Bereich der Katholischen Filial- und Wallfahrtskirche St. Ottilia in Strassbach. | D-1-7634-0101 |      |

### Bodendenkmäler in der Gemarkung Glonn
| Lage                              | Objekt | Akten-Nr.     | Bild |
| --------------------------------- | --- | ------------- | ---- |
| Glonn (Standort)                  | Untertägige mittelalterliche und frühneuzeitliche Befunde und Funde im Bereich der Katholischen Filialkirche St. Emmeran in Glonn und ihrer Vorgängerbauten. | D-1-7634-0063 |      |
| Glonn Markt Indersdorf (Standort) | Verebnete Grabhügel vorgeschichtlicher Zeitstellung. | D-1-7634-0194 |      |

### Bodendenkmäler in der Gemarkung Hirtlbach
| Lage                 | Objekt | Akten-Nr.     | Bild |
| -------------------- | --- | ------------- | ---- |
| Hirtlbach (Standort) | Verebnete Abschnittsbefestigung des frühen oder älteren Mittelalters.                                                                                            | D-1-7633-0020 |      |
| Hirtlbach (Standort) | Grabhügel vorgeschichtlicher Zeitstellung. | D-1-7633-0021 |      |
| Hirtlbach (Standort) | Untertägige mittelalterliche und frühneuzeitliche Befunde und Funde im Bereich der Katholischen Pfarrkirche St. Valentin in Hirtlbach und ihrer Vorgängerbauten. | D-1-7633-0165 |      |

### Bodendenkmäler in der Gemarkung Langenpettenbach
| Lage                                         | Objekt | Akten-Nr.     | Bild |
| -------------------------------------------- | --- | ------------- | ---- |
| Langenpettenbach (Standort)                  | Untertägige mittelalterliche und frühneuzeitliche Befunde im Bereich der Katholischen Pfarrkirche St. Michael in Langenpettenbach und ihrer Vorgängerbauten. | D-1-7634-0090 |      |
| Langenpettenbach Markt Indersdorf (Standort) | Grabhügel vorgeschichtlicher Zeitstellung. | D-1-7634-0193 |      |

### Bodendenkmäler in der Gemarkung Markt Indersdorf
| Lage                        | Objekt | Akten-Nr.     | Bild |
| --------------------------- | --- | ------------- | ---- |
| Markt Indersdorf (Standort) | Siedlung der Hallstattzeit. | D-1-7634-0017 |      |
| Markt Indersdorf (Standort) | Untertägige mittelalterliche und frühneuzeitliche Befunde und Funde im Bereich der Katholischen Filialkirche St. Bartholomäus in Markt Indersdorf und ihrer Vorgängerbauten. | D-1-7634-0064 |      |
| Markt Indersdorf (Standort) | Straße der römischen Kaiserzeit (Teilstück der sog. Isartalstraße). | D-1-7634-0070 |      |
| Markt Indersdorf (Standort) | Untertägige mittelalterliche und frühneuzeitliche Befunde im Bereich des ehemaligen Augustinerchorherrenstifts Indersdorf mit der ehemalige Stifts- und heutigen Katholischen Pfarrkirche Mariä Himmelfahrt von Markt Indersdorf und ihren Vorgängerbauten bzw. älteren Bauphasen. | D-1-7634-0086 |      |

### Bodendenkmäler in der Gemarkung Niederroth
| Lage                  | Objekt | Akten-Nr.     | Bild |
| --------------------- | --- | ------------- | ---- |
| Niederroth (Standort) | Grabhügel vorgeschichtlicher Zeitstellung. | D-1-7634-0006 |      |
| Niederroth (Standort) | Ringwall des frühen Mittelalters. | D-1-7634-0007 |      |
| Niederroth (Standort) | Untertägige mittelalterliche und frühneuzeitliche Befunde und Funde im Bereich der Katholischen Pfarrkirche St. Georg in Niederroth.                         | D-1-7634-0092 |      |
| Niederroth (Standort) | Untertägige mittelalterliche und frühneuzeitliche Befunde und Fund im Bereich der Katholischen Filialkirche St. Martin in Weyhern und ihrer Vorgängerbauten. | D-1-7634-0098 |      |

### Bodendenkmäler in der Gemarkung Pipinsried
| Lage                  | Objekt                                     | Akten-Nr.     | Bild |
| --------------------- | ------------------------------------------ | ------------- | ---- |
| Pipinsried (Standort) | Aufgelassener Friedhof der späten Neuzeit. | D-1-7533-0076 |      |

### Bodendenkmäler in der Gemarkung Ried
| Lage            | Objekt | Akten-Nr.     | Bild |
| --------------- | --- | ------------- | ---- |
| Ried (Standort) | Untertägige mittelalterliche und frühneuzeitliche Befunde im Bereich der Katholischen Filialkirche St. Mauritius in Ottmarshart und ihrer Vorgängerbauten. | D-1-7634-0010 |      |

### Bodendenkmäler in der Gemarkung Westerholzhausen
| Lage                        | Objekt | Akten-Nr.     | Bild |
| --------------------------- | --- | ------------- | ---- |
| Westerholzhausen (Standort) | Verebneter Burgstall des hohen Mittelalters. | D-1-7634-0012 |      |
| Westerholzhausen (Standort) | Untertägige mittelalterliche und frühneuzeitliche Befunde und Funde im Bereich der Katholischen Filialkirche St. Korbinian in Westerholzhausen und ihrer Vorgängerbauten.       | D-1-7634-0094 |      |
| Westerholzhausen (Standort) | Untertägige spätmittelalterliche und frühneuzeitliche Befunde und Funde im Bereich der Katholischen Filialkirche Heilige Kreuzauffindung in Albersbach und ihres Vorgängerbaus. | D-1-7634-0103 |      |